# Michael Cusack
Michael Cusack (en gaélico, Mícheál Ó Ciosóg) (Carran, 20 de septiembre de 1847-Dublín, 27 de noviembre de 1906) fue un pedagogo irlandés, cofundador de la Asociación Atlética Gaélica.

## Biografía
Cusack nació en 1847 en Carran, condado de Clare, en el seno de una familia numerosa de habla irlandesa. Su infancia fue muy complicada debido a la Gran Hambruna que asoló la isla en los siguientes dos años. Después de aprender inglés y completar la educación básica, se trasladó a Dublín para formarse como profesor. Entre 1874 y 1877 estuvo trabajando en el Colegio Francés de los espiritanos, y posteriormente fundó su propia academia para instruir a futuros funcionarios. Por otro lado, era un nacionalista irlandés convencido y formaba parte de organismos por la preservación de la cultura propia irlandesa.
Su mayor logro fue la creación de la Asociación Atlética Gaélica (GAA). Cusack consideraba que los deportes británicos eran elitistas y hacían peligrar la identidad irlandesa representada en los deportes tradicionales: hurling, fútbol gaélico, rounders y balonmano. Por esta razón se asoció con Pat Nally, miembro de la Hermandad Republicana Irlandesa, para crear la primera federación irlandesa en 1879. Cinco años más tarde, Cusack y el atleta Maurice Davin la convirtieron en la actual GAA. Hoy en día esta asociación deportiva es la más grande de Irlanda, con 1600 clubes y más de 500 000 socios a nivel mundial.
Michael Cusack falleció en Dublín el 27 de noviembre de 1906, a los 59 años. En reconocimiento a su labor, la GAA le ha dedicado una estatua en las inmediaciones del estadio Croke Park. 
Se considera que el escritor James Joyce pudo haberse inspirado en Cusack para crear el personaje del «Ciudadano» en Ulises.